# Mortal Form
Mortal Form ist eine niederländische Death- und Thrash-Metal-Band aus Arnhem, die im Jahr 1999 gegründet wurde.

## Geschichte
Die Band wurde im Jahr 1999 von den Gitarristen Vincent Wassink und Teun, Schlagzeuger Bastiaan und Bassist und Sänger Tim gegründet. Kurz darauf begab sich die Band ins Studio, um ihr erstes Demo X-Plore aufzunehmen. Während der Aufnahmen verließ Tim die Band und wurde durch Sänger Edme und Bassist Tobias Bronsdijk ersetzt. Sänger Edme spielte die Gesangsspur ein, sodass das Demo noch im selben Jahr erschien. Der Veröffentlichung folgten einige lokale Auftritte. Im Jahr 2000 begab sich die Band erneut ins Studio, um das zweite Demo The End of Times aufzunehmen, das im selben Jahr erschien. Danach folgten Auftritte sowohl innerhalb als auch außerhalb der Niederlande. Nach der Fertigstellung des Demos, begann die Band mit den Arbeiten zum Debütalbum Evil Reborn, das schließlich im Jahr 2002 aufgenommen wurde. Das Album konnte nie offiziell veröffentlicht werden, sodass lediglich ein Promodemo erschien, das drei Lieder umfasste. Die Band setzte ihre Live-Aktivitäten fort. Im Jahr 2003 verließ Sänger Edme die Band und wurde durch Rogier ersetzt. Danach begab sich die Band ins Studio, um drei Lieder für eine Split-Veröffentlichung aufzunehmen, die noch im selben Jahr erschien. Danach trat Mortal Form als Vorband für diverse Gruppen auf, bis Bassist Bronsdijk durch Oscar Thijssen ersetzt wurde.
Im Jahr 2008 begab sich die Band in das Marmer und das Snowstar Studio, um ihr Debütalbum Taste the Blood aufzunehmen, das von Nico van Montfoort produziert wurde. Das Album erschien im Januar 2009 bei My Kingdom Music. Danach folgten Auftritte in den Beneluxländern und in Deutschland. Im Jahr 2010 verließ Sänger Rogier die Band und wurde durch den Deutschen Ralf Jansen ersetzt. Die Band arbeitete an einem neuen Album und nahm im Dezember 2011 das Album The Reckoning im Soundlodge Studio mit Produzent Jörg Uken auf. Momentan ist die Band auf der Suche nach einem passenden Label, um das Album zu veröffentlichen.

## Stil
Die Band spielt eine Mischung aus Death- und Thrash-Metal, wobei Bands wie Death, Arch Enemy, Kreator, In Flames und Iron Maiden genannt werden. Gelegentlich sind auch Einflüsse aus dem Heavy Metal hörbar.

## Diskografie
- 1999: X-Plore (Demo, Eigenveröffentlichung)
- 2000: The End of Times (Demo, Eigenveröffentlichung)
- 2002: Evil Reborn (Demo, Eigenveröffentlichung)
- 2003: Arnhem Trolleymetaal (Split mit Thronar, Non-Divine und Morgana-X, Seven Kingdoms Records)
- 2009: Taste the Blood (Album, My Kingdom Music)